# Tijeras
Tijeras – wieś w Stanach Zjednoczonych, w stanie Nowy Meksyk, w hrabstwie Bernalillo.